# Neuhaus (Bindlach)
Neuhaus (ⓘ) ist ein Gemeindeteil der Gemeinde Bindlach im Landkreis Bayreuth (Oberfranken, Bayern). Neuhaus liegt in der Gemarkung Crottendorf.

## Geografie
Die Einöde liegt unmittelbar nördlich des Forstes Sankt Georgen. Ein Anliegerweg führt nach Gemein (0,3 km nordöstlich).

## Geschichte
Neuhaus gehörte zur Realgemeinde Crottendorf. Gegen Ende des 18. Jahrhunderts bestand Neuhaus aus einem Anwesen. Die Hochgerichtsbarkeit stand dem bayreuthischen Stadtvogteiamt Bayreuth zu. Die bayreuthische Verwaltung Ramsenthal war Grundherr der Sölde.
Von 1797 bis 1810 unterstand der Ort dem Justiz- und Kammeramt Bayreuth. Mit dem Gemeindeedikt wurde Neuhaus dem 1812 gebildeten Steuerdistrikt Bindlach und der zugleich gebildeten Ruralgemeinde Crottendorf zugewiesen. Am 1. Januar 1976 wurde Neuhaus im Zuge der Gebietsreform in Bayern nach Bindlach eingegliedert.

### Einwohnerentwicklung
| Jahr      | 001819 | 001822 | 001861 | 001871 | 001885 | 001900 | 001925 | 001950 | 001961 | 001970 | 001987 |
| Einwohner | 4      | 3      | 5      | 3      | 9      | 7      | 8      | 10     | 2      | 1      | 0      |
| Häuser    |        | 1      |        |        | 1      | 1      | 1      | 1      | 1      |        | 1      |
| Quelle    | [ 9 ]  | [ 6 ]  | [ 10 ] | [ 11 ] | [ 12 ] | [ 13 ] | [ 14 ] | [ 15 ] | [ 16 ] | [ 17 ] | [ 1 ]  |

## Religion
Neuhaus ist evangelisch-lutherisch geprägt und nach St. Bartholomäus (Bindlach) gepfarrt.